# Axel Peterson

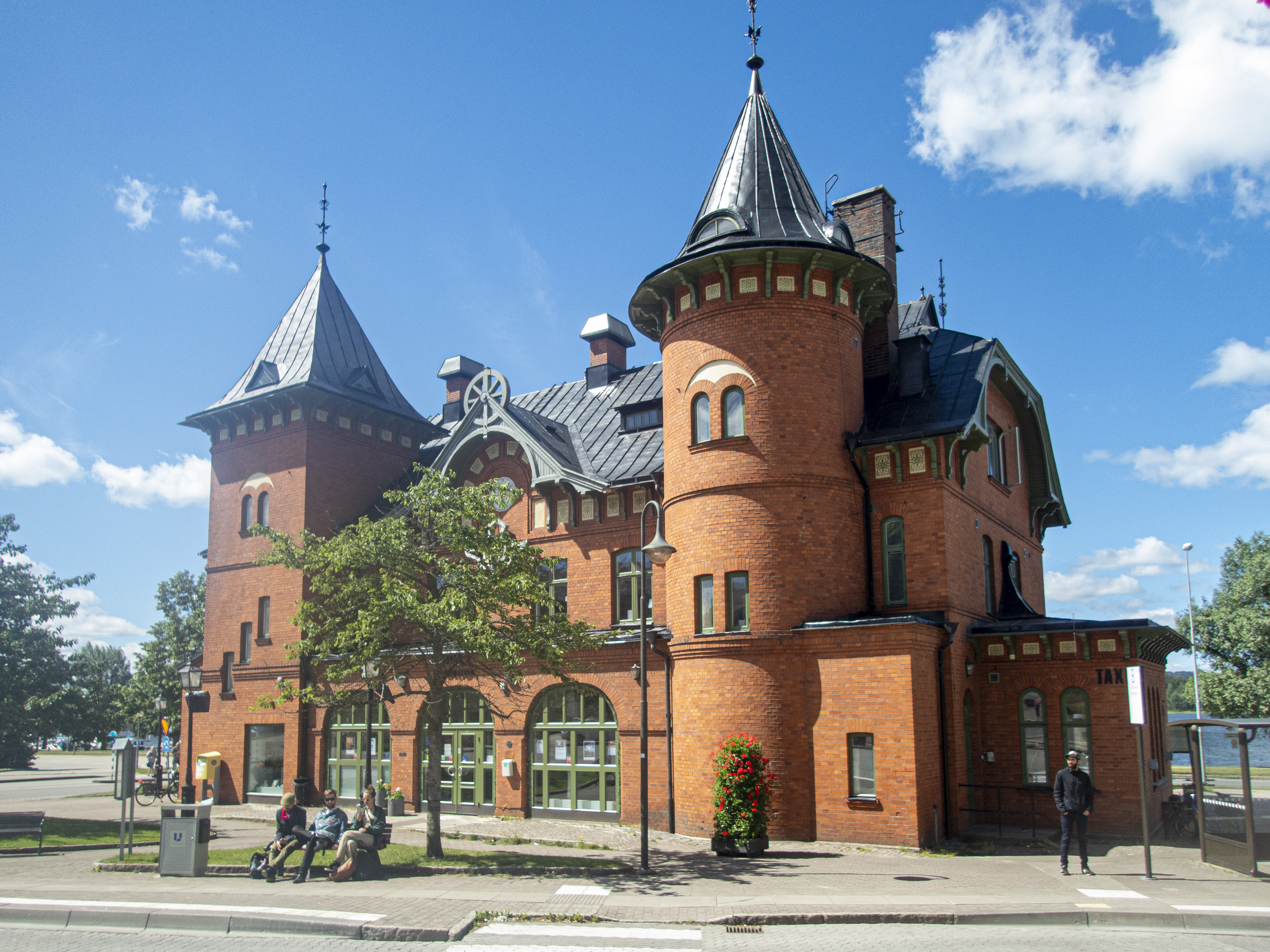
Ulricehamns järnvägsstation

Axel Peterson, född 1866 i Tottarps församling, död 1 augusti 1939 i Lund, var en svensk arkitekt.
Peterson studerade vid Tekniska elementarskolan i Malmö, med fortsatt utbildning i Hamburg. 1893 fick han anställning i London, varefter han återvände till Hamburg för en tjänst som slöjdlärare vid en teknisk skola. År 1897 fick han en anställning vid bygget av Hamburgs rådhus. Han återvände till Sverige 1900 och var därefter anställd som arkitekt vid ett flertal järnvägsbyggen samt kontrollant vid de stationer som uppfördes vid Västra Centralbanan. Vid denna ritade han Ulricehamns järnvägsstation. Han bedrev egen arkitektverksamhet, från 1902 i Lund.